# Trochoideus dalmani
Trochoideus dalmani is een keversoort uit de familie zwamkevers (Endomychidae). De wetenschappelijke naam van de soort werd in 1838 gepubliceerd door John Obadiah Westwood.